# Sinfonia (Berio)
Sinfonia est une œuvre du compositeur Luciano Berio, composée en 1968. Symphonie chorale pour huit voix (sopranos, altos, ténors, basses) et orchestre, elle fut créée dans une version en quatre mouvements en 1968 à New York sous la direction de l'auteur, puis créée dans une version en cinq mouvements à Donaueschingen sous la direction d'Ernest Bour la même année.

## Présentation
Sinfonia est une composition du compositeur italien Luciano Berio qui a été commandée par l'Orchestre philharmonique de New York pour son 125e anniversaire. Composée en 1968 pour orchestre et huit voix amplifiées, il s'agit d'un travail post-sériel novateur musicalement, avec plusieurs chanteurs commentant des objets musicaux, à travers un parcours névrotique de citations musicales et de passages dissonants. Les huit voix ne sont pas utilisées de manière traditionnelle, ne chantant pas vraiment, mais parlant, murmurant, ou criant des citations tirées de l'ouvrage Le Cru et le Cuit de Claude Lévi-Strauss, ou encore du roman L'Innommable de Samuel Beckett, mêlées à des notations musicales de Gustav Mahler.
Au sujet de cette œuvre, que d'aucuns qualifient de gigantesque « collage », Luciano Berio dira non sans humour qu'il s'agit d'un « documentaire sur un objet trouvé ». Selon Leonard Bernstein, la Sinfonia de Berio fut représentative du renouveau artistique de la musique classique des années soixante, après une décennie de pessimisme.

## Mouvements
La pièce est en cinq mouvements :

### I
Citations extraites du livre Le Cru et le Cuit de Lévi-Strauss.

### II - O King
Les huit voix prononcent en boucle le nom de Martin Luther King. En hommage à ce dernier, ce mouvement est une orchestration de la pièce éponyme pour Soprano et Ensemble composé par Berio en 1967.

### III - In ruhig fliessender Bewegung
Mouvement central et point culminant de l'œuvre avec de nombreuses citations musicales. Ce mouvement a exactement la même durée que le troisième mouvement de la deuxième symphonie de Mahler résurrection, compositeur auquel Berio rend un hommage appuyé. De nombreuses citations littéraires du livre L'Innommable de Beckett augmentées de slogans de Mai 68, des extraits de James Joyce, de bribes de phrases diverses complètent l'ensemble.

### IV
Reprise de divers éléments du mouvement précédent.

### V
Citations de Lévi-Strauss et reprise analytique des éléments musicaux des mouvements précédents dans une approche en référence à la pensée freudienne.

## Instrumentation
| Instrumentation de Sinfonia |
| Cordes |
| premiers violons, seconds violons, altos, violoncelles, contrebasses, 1 harpe                                                                     |
| Bois |
| 4flûtes, dont un piccolo, 3 hautbois le troisième jouant du cor anglais 4 clarinettes dont une clarinette soprano, 3 bassons dont un contrebasson |
| Cuivres |
| 4 cors en fa, 4 trompettes , 3 trombones, 1 tuba                                                                                                  |
| Claviers |
| piano, orgue électrique, clavecin électrique |
| Percussions |
| percussion |

## Citations musicales
Liste partielle des citations musicales utilisées dans le 3e mouvement de Sinfonia :
- Les Cinq pièces pour orchestre d'Arnold Schönberg, 4e mouvement ;
- La Symphonie nº 4 de Mahler ;
- La Symphonie nº 2 de Mahler, 3e mouvement ;
- La Kammermusik Nr. 4 de Paul Hindemith ;
- Daphnis et Chloé de Maurice Ravel, flute solo ;
- La Symphonie fantastique d'Hector Berlioz, l'idée fixe ;
- La Valse de Maurice Ravel ;
- Le Sacre du printemps d'Igor Stravinsky, la Danse de la terre ;
- Agon, d'Igor Stravinsky ;
- Der Rosenkavalier de Richard Strauss ;
- Un choral de Jean-Sébastien Bach ;
- Wozzeck d'Alban Berg ;
- La Symphonie nº 6 de Beethoven ;
- La Mer de Claude Debussy, deuxième mouvement Jeux de vagues ;
- La Mer de Claude Debussy, troisième mouvement Dialogue du vent et de la mer ;
- Pli selon pli, portrait de Mallarmé de Pierre Boulez ;
- La Cantate de l'opus 31 d'Anton Webern ;
- Gruppen de Karlheinz Stockhausen.

## Sources
- (en) Luciano Berio's Sinfonia sur themodernword.com